# Hamaxia cumatilis
Hamaxia cumatilis là một loài ruồi trong họ Tachinidae.